# Adolphe Messmer
Adolphe Messmer OFMCap (* 26. September 1900 in Wingen, Frankreich; † 10. Februar 1987 in Haguenau) war ein französischer Geistlicher und römisch-katholischer Bischof von Ambanja in Madagaskar.

## Leben
Léon Aloyse Messmer legte am 5. April 1920 sein Ordensgelübde ab, nahm den Ordensnamen Adolphe an und wurde am 28. März 1925 zum Ordenspriester der Kapuziner geweiht. Papst Pius XI. (1922–1939) ernannte ihn am 12. November 1937 zum Apostolischen Präfekt der Insel Mayotte und Nossi-Bé und Komoren in Madagaskar. Seine Ernennung zum Präfekten von Ambanja erhielt er am 14. Juni 1938. Es folgte am 8. März 1951, unter gleichzeitiger Ernennung zum Apostolischen Vikar von Ambanja, die Ernennung zum Titularbischof von Coropissus. Der Bischof von Straßburg Jean-Julien Weber PSS und seine Mitkonsekratoren Bischof Joseph-Jean Heintz von Metz und der emeritierte Bischof von Santorini Timoteo Giorgio Raymundos OFMCap weihten ihn am 29. Juni 1951 zum Bischof. Am 14. September 1955 übernahm er den Bischofssitz von Ambanja und trat am 5. Juni 1975 von seinem Amt zurück. Er wurde gleichzeitig zum Apostolischen Administrator der Komoren berufen. Am 2. Mai 1980 trat er altersbedingt zurück und war bis zu seinem Tod am 10. Februar 1987 emeritierter Bischof von Ambanja. 
In seiner Amtszeit nahm er an den vier Sitzungsperioden des Zweiten Vatikanischen Konzils teil.